# Arganiella wolfi
Arganiella wolfi is een slakkensoort uit de familie van de Hydrobiidae. De wetenschappelijke naam van de soort is voor het eerst geldig gepubliceerd in 2007 door Boeters & Gloer.